# Pelouses d'Allamps et zones humides avoisinantes
Pelouses d'Allamps et zones humides avoisinantes este o arie protejată (sit de importanță comunitară — SCI) din Franța întinsă pe o suprafață de 38 ha, integral pe uscat.

## Localizare
Centrul sitului Pelouses d'Allamps et zones humides avoisinantes este situat la coordonatele 48°32′27″N 5°49′51″E / 48.54083°N 5.83083°E.

## Înființare
Situl Pelouses d'Allamps et zones humides avoisinantes a fost declarat arie specială de conservare în baza directivei 92/43 din 1992 referitoare la conservarea habitatelor naturale și a faunei și florei sălbatice pentru a proteja 5 specii de animale.

## Biodiversitate
Situată în ecoregiunea continentală, aria protejată conține 8 habitate naturale: Lacuri eutrofice naturale cu vegetație de tip Magnopotamion sau Hydrocharition, Liziere de ierburi înalte hidrofile de câmpie și de nivel montan până la alpin, Păduri aluvionare cu Alnus glutinosa și Fraxinus excelsior (Alno-Padion, Alnion incanae, Salicion albae), Mlaștini alcaline, Pajiști uscate seminaturale și facies de acoperire cu tufișuri pe substraturi calcaroase (Festuco-Brometalia) (* situri importante pentru orhidee), Fânețe de joasă altitudine (Alopecurus pratensis, Sanguisorba officinalis), Păduri de fag din Europa Centrală dezvoltate pe sol calcaros cu Cephalanthero-Fagion, Izvoare petrifiante cu formare de travertin (Cratoneurion).
La baza desemnării sitului se află mai multe specii protejate:
- nevertebrate (4): Coenagrion mercuriale, fluturele purpuriu (Lycaena dispar), Oxygastra curtisii, Vertigo moulinsiana
- pești (1): zglăvoacă (Cottus gobio)

Pe lângă speciile protejate, pe teritoriul sitului au mai fost identificate 5 specii de plante, 4 specii de păsări, 1 specie de amfibieni, 2 specii de reptile.